# Gruffydd ap Llywelyn
Gruffydd ap Llywelyn (cca 1007 – 5. srpen 1063) byl vládcem celého Walesu od roku 1055 až do své smrti a byl jedním z mála panovníků, který toho dosáhl.
Gruffydd byl starším synem Llywelyna ap Seisylla, který ovládal království Gwynedd a Powys. Po jeho smrti roku 1023 se králem Gwyneddu stal Iago ab Idwal ap Meurig a Gruffydd se o něco později stal panovníkem Powysu.
Roku 1039 byl Iago ab Idwal zabit svými muži a Gruffydd se tak stal i panovníkem Gwyneddu. Krátce poté překvapil mercijské vojsko a zničil je. Roku 1041 napadl sousední velšské království Deheubarth a porazil jeho panovníka i když byl později nucen odsud se stáhnout.
Roku 1055 se mu podařilo, získal kontrolu nad Deheubarthem znovu. Spolu se svým příbuzným synem hraběte z Mercie, který byl vyhnán ze svého panství, vyrazili na Hereford. Po cestě vyplenili krajinu v okolí Monmouthu a u Herefordu se střetli s vojskem hraběte z Herefordu, které bylo vyzbrojeno v normanském stylu, ale 24. října ho Gruffyddovo vojsko porazilo.
V té době také obsadil Morgannwg a Gwent spolu s bohatými oblastmi poblíž hranic s Anglií. Roku 1056 porazil anglické vojsko u Glastonbury a tím potvrdil svou vládu nad celým Walesem.
Gruffydd dosáhl dohody s Eduardem III., ale smrt jeho spojence, hraběte z Herefordu roku 1062 jeho pozici oslabila. Na konci roku 1062 obdržel Harold Godwinson svolení k náhlému útoku na jeho dvůr v Rhuddlanu. Gruffydd byl téměř zajat, ale byl varován a podařilo se mu uniknout na jedné z lodí na moře. Následující rok zaútočili Angličané ve dvou směrech – na jih i na sever země. Gruffydd byl nucen hledat útočiště v Snowdonii, ale podle Brut y Tywysogiona byl 5. srpna 1063 zabit svými vlastními muži.
Jeho panství bylo poté rozděleno na tradiční království. Bleddyn ap Cynfyn a jeho bratr Rhiwallon se dohodli s Haroldem a stali se panovníky Gwyneddu a Powysu. Když byl Harold v bitvě u Hastingsu roku 1066 poražen stáli Normané proti dvěma královstvím, místo jednoho sjednoceného.